# Oleg Bieławiencew
Oleg Bieławiencew j. ros. Олег Евгеньевич Белавенцев (ur. 15 września 1949 w Moskwie) – rosyjski działacz państwowy, wiceadmirał, pełnomocny przedstawiciel Prezydenta Federacji Rosyjskiej w Krymskim Okręgu Federalnym (KOF).
Absolwent Wyższej Uczelni Inżynierskiej Marynarki Wojennej w Sewastopolu. W okresie ZSRR był oficerem wywiadu, pełniąc misje między innymi w Wielkiej Brytanii, skąd został wydalony pod zarzutem szpiegostwa oraz w Niemczech. Od 1995 r., piastował funkcję pierwszego zastępcy dyrektora Roswoorużenija (państwowa agencja odpowiedzialna za eksport i import broni oraz sprzętu wojskowego). Następnie od 2001 r., pracownik Ministerstwa ds. sytuacji nadzwyczajnych, gdzie podlegał gen. Siergiejowi Szojgu, którego szefem kancelarii został w 2012 r., gdy ten objął stanowisko gubernatora obwodu moskiewskiego, a później razem z nim przeszedł do Ministerstwa Obrony.
Po aneksji Republiki Krymu i podpisaniu 18 marca 2014 r., umowy między Rosją a Republiką Krymu i miastem wydzielonym Sewastopol o włączeniu Krymu do Rosji jako nowego podmiotu federacji, został wyznaczony dekretem prezydenta Władimira Putina na pełnomocnego przedstawiciela Prezydenta Federacji Rosyjskiej w Krymskim Okręgu Federalnym.